# ヒラマミキオ
ひらま みきお（平間 幹央、1976年5月5日 - ）は、日本のシンガーソングライター、ギタリスト、音楽プロデューサー。北海道出身。血液型はA型。愛称はMicky（ミッキー）。

## 人物
Micky（ミッキー）名義でソロ・デビュー後、インディーズ活動を経て東京事変に加入。サポートメンバーとして参加した当初はヒラマミキ緒、バンドとしての活動開始後は晝海幹音名義で活動していた。脱退後は昼海幹音に変更し、アルバム『When I feel the sun in tokyo』の発売の際にヒラマミキオに変わった。現在は主にひらまみきおとして活動。
ギターのプレイスタイルはハードロックを彷彿させる歪んだ音色と攻撃的なサウンドが特徴。音楽性としてはハードロック、ブルースなどがルーツにあり、'60s、'70sの音楽を好む。その一方でThe White StripesやThe Killsといったガレージロックバンドなどの90年代・2000年代以降の新しい音楽の影響も受けており、それ以外にもフォーク、バラードなどあらゆるジャンルの音楽を吸収している。
ソロシンガーやバンドとしての活動以外にも、セッション・ギタリストとして様々なアーティストのレコーディングやライブに参加している。

## 来歴
1976年5月5日、北海道に生まれる。小学校高学年でギターを始め、中学生の時に初めてエレキギターを購入。高校生で作詞・作曲を始める。
1995年、19歳の時にアメリカ人とオーストラリア人の友人たちとバンドを組み、地元のクラブやライブハウスで箱バンとして活動を開始する。
1999年、同郷の上田ケンジと出会う。2000年、23歳の時に彼を頼って上京し、拠点を札幌から東京へと移す。同年9月10日、上田の主催する芸能事務所兼レコード・レーベルであるjohn?レーベルよりMicky（ミッキー）名義でシングル・カセット「Micky」を発売し、インディーズデビューを果たす。以降、上田のソロ作品のメイン・ギタリストを務めるほか、hàl、スガシカオ、SHUUBI、田中秀典、吉田直樹といったアーティストたちのレコーディングやライブにもセッション・ギタリストとして参加するようになる。
2001年7月26日、24歳の時にミニアルバム『YUME TO NEGOTO』をリリース。同年12月、バンド「peppermints kiss cafe」にサポート・ギタリストとして参加、2002年初めに正式メンバーとなる。
2002年10月14日、上田の新レーベルtamtomよりミニアルバム「Beautiful View」をリリース。
2003年、椎名林檎のツアー「雙六エクスタシー」のバックバンド東京事変にサポートメンバーとして参加。
2004年、椎名林檎本人も参加して正式なバンドとして活動を開始することになった東京事変のメンバーとしてメジャー・デビューを果たす。
2005年1月15日、1stアルバム「夢と寝言」を東京事変のライブ会場および椎名林檎の個人事務所・黒猫堂のweb通販限定で再リリースし、春より昼海幹音としてソロ活動も再開。7月1日、東京事変からの脱退を表明。10月19日、ポリスターから2ndアルバム『文明交響型ウイルス』を発売。
2006年1月25日、1stアルバム「夢と寝言」をポリスターから再々リリース。9月6日、3rdアルバム「BLACK BONE MUSICIEN LABEL LABEL」をリリース。
2007年6月27日、ヒラマミキオ名義で4thアルバム『When I feel the sun in tokyo』をリリース。ポリスターを離れ、フリーとなる。6月からMONORAL、12月からエレファントカシマシのサポート・ギタリストを務める。
2008年公開の映画「デトロイト・メタル・シティ」（松山ケンイチ主演）にギター演技指導で参加。同年4月23日リリースのSuperflyのシングル「Hi-Five」のレコーディングに参加。
2010年夏、東京在住のアメリカ人シンガー、エミリー・コナーと音楽ユニットoh sunshineを結成、秋からライヴ活動やMySpaceなど音楽配信サイトでの音源発表を開始する。10月よりSuperflyのサポート・ギタリストを務める。
2011年1月26日、oh sunshineのファースト・ミニ・アルバム『oh sunshine』をリリース。3月、アメリカ・オースティンで行われる世界最大の音楽見本市『SXSW（サウス・バイ・サウスウエスト）』へ出演。
2013年6月からplentyのワンマンツアーにサポートギタリストとして参加。同年10月31日、約3年ぶりに開催したMONORALのライブをサポート。
2014年12月24日、『ひらまみきお EP』を配信リリース。
2015年、スリーピースバンドnigiriとバンドoni sessionを結成。12月24日、『heart-full』を配信リリース。
2016年2月、冷牟田竜之が新しく結成したスカ・ユニットMORE THE MANに参加。同年3月18日、スリーピースバンドSABAHを結成。
2017年2月1日にリリースされるMachicoのシングル「TOMORROW」のレコーディングに参加。4月8日から12月9日まで、エレファントカシマシのデビュー30周年記念47都道府県ツアー「30th ANNIVERSARY TOUR 2017」に参加。8月、RISING SUN ROCK FESTIVAL 2017 in EZOの「佐藤タイジ ソーラーワークショップ&セッション」（佐藤タイジ・山口洋・ヒラマミキオ）に出演。
2020年4月11日からアーティスト名をHIRAMAとし、新たに活動を再開。3曲入りミニアルバム『The spring 2020』を配信。

## 使用機材
ギター
- Fender Japan Telecaster TL52-118BTX
- Fender U.S.A. Team Built Custom
- Fender Stratocaster
- Duesenberg Rocket II
  - 東京事変時代に使用。
- psychederhyhm 奴雄6弦
  - サイケデリズムの特注品。東京事変のコンサートツアー「Dynamite!!」から使い始め、脱退後もメインギターとして使用。
- SUGI CORSAIR CSL-135

## 所属グループ
peppermints kiss cafe
シンガーソングライターのhàlとマニピュレーターの山岡広司との3人組の音楽ユニット。Micky名義でギタリストとして途中から参加。
東京事変
シンガーソングライターの椎名林檎率いるバンド。バックバンド時代はヒラマミキ緒、本格的な活動開始後は晝海幹音名義で参加。ギターとバッキング・ボーカルを担当。
oh sunshine
ボーカル・ギターのNY出身のアメリカ人シンガー、applemilk1988ことエミリー・コナーとのユニットで、ギタリスト兼プロデューサーとしてひらまみきお名義で活動。2010年に東京在住のアメリカ／カナダ人の男女アコースティックデュオのc.cedille（セ・セディーユ）をサポートしたことをきっかけに、そのメンバーだったエミリーと結成した。
nigiri
メンバーはali（MONORAL、ベース）とeric（ドラム）。mikio名義でギタリストとして参加。
oni session
メンバーはキーボード上田禎（元The Hummings。秦基博、Rie fuなどのアレンジ・プロデュース、日本アカデミー賞優秀音楽賞受賞映画「東京タワー〜オカンとボクと、時々、オトン〜」の音楽担当）、ベーシストの鈴木淳、ドラムス中畑大樹（Syrup 16g、VOLA & THE ORIENTAL MACHINE、plenty、YakYakYak、peridots）、ボーカル・ギターの井上鉄平（BAZRA）。ひらまみきお名義でギタリストとして参加。
SABAH
メンバーは鈴木淳（ベース）と中畑大樹（ドラム）。ひらまみきお名義でギタリストとして参加。

## サポート

### レコーディング
上田ケンジ、hàl、SHUUBI、田中秀典、吉田直樹、スガシカオ、坂元健児、カジヒデキ、MONORAL、エレファントカシマシ、Superfly、アカシアオルケスタ、いきものがかり、DAD MOM GODなど多数。

### ライブ
- 椎名林檎（2003）
- MONORAL（2007-2010、2013）
- エレファントカシマシ（2007-現在）
- Superfly（2010-2012）
- plenty（2013-2014）
- 関取花（2016）

## ディスコグラフィー

### ソロ名義

#### アルバム
|     | 発売日         | タイトル                     | 規格品番  | レーベル           | 最高順位 | 備考                                 |
| --- | -------------- | ---------------------------- | --------- | ------------------ | -------- | ------------------------------------ |
| 1st | 2001年7月26日  | YUME TO NEGOTO               | John-011  | John?              |          | Micky名義。                          |
| 1st | 2005年1月15日  | 夢と寝言                     | 無し      | kronekodow         |          | 昼海幹音名義。リニューアル再発盤。   |
| 1st | 2006年1月25日  | 夢と寝言                     | MTCD-5012 | felicity /POLYSTAR |          | 昼海幹音名義。リニューアル再々発盤。 |
| 2nd | 2005年10月19日 | 文明交響型ウィルス           | MTCD-5009 | felicity /POLYSTAR |          | 昼海幹音名義。                       |
| 3rd | 2006年9月6日   | BLACK BONE MUSICIEN LABEL    | MTCD-5024 | felicity /POLYSTAR |          | 昼海幹音名義。                       |
| 4th | 2007年6月27日  | When I feel the sun in tokyo | MTCD-5019 | felicity /POLYSTAR |          | ヒラマミキオ名義。                   |